# 박슬기 (발레 무용수)
박슬기(1986년 ~ )는 대한민국의 발레 무용수이다. 2021년 기준으로 국립발레단에서 수석 무용가로 활동 중이다.

## 소개
6살때 언니(박나리)를 따라 발레를 배우기 시작했다. 2007년 한국예술종합학교를 조기졸업하고 국립발레단에 입단하였고, 다음 해인 2008년 호두까기 인형에서 마리 역을 맡아 주역으로 데뷔하였다. 2015년 기준으로 국립발레단 수석무용수이다.

## 수상
- 2006년 불가리아 바르나국제발레콩쿠르 동상 및 컨템포러리 안무상
- 2006년 헝가리 부다페스트 월드갈라 시티즌즈 초이스상 및 비평가상
- 2007년 제1회 코리아 국제발레콩쿠르 금상
- 2007년 상하이 국제발레콩쿠르 심사위원 특별상
- 2007년 동아무용콩쿠르 발레 일반부 금상
- 2009년 서울국제무용콩쿠르 금상

## 작품
- 《백조의 호수》 - 오데트&오딜, 스페인 공주
- 《호두까기 인형》 - 마리, 스페인 인형
- 《신데렐라》 - 신데렐라
- 《차이콥스키 : 삶과 죽음의 미스터리》 - 소녀, 밀류코바
- 《코펠리아》 - 스와닐다 역, 코펠리아 역
- 《스파르타쿠스》 - 프리기아, 예기나
- 《왕자호동》 - 낙랑공주
- 《지젤》 - 패전트, 지젤
- 《로미오와 줄리엣》 - 줄리엣, 유모, 로잘린
- 《라바야데르》 - 니키아, 감자티, 2번 쉐이드
- 《돈키호테》 - 키트리, 메르세데스, 숲의 여왕
- 《교향곡 7번》 - Tall Soloist
- 《말괄량이 길들이기》 - 비앙카
- 《잠자는 숲속의 미녀》 - 오로라, 라일락 요정